# Luzern Lions

Die Luzern Lions sind ein American-Football-Club in Luzern, der im Jahr 2007 als Footballteam in der Region Zentralschweiz gegründet wurde.
Die Lions spielen seit dem Abstieg 2019 in der Nationalliga B und sind somit Mitglied im Schweizerischen American Football Verband.

## Allgemeines
Im Jahre 2007 wurden die Lions als AFC Lions in Buchrain LU gegründet. Da von Anfang an die Stadt Luzern als Heimatort vorgesehen war, wurde bewusst bei der Neugründung auf die Nennung eines Ortes im Namen verzichtet. Mit dem Umzug in die Stadt, der noch im selben Jahr geschah, wurde der Name in AFC Luzern Lions geändert.

## Erfolge
Der noch sehr junge Verein konnte bisher zweimal in die Nationalliga A aufsteigen. Zuletzt gelang ein Aufstieg 2017. In der Saison 2019 sind die Lions jedoch erneut in die NLB abgestiegen.
Aufstiege in die NLA: 2014, 2017

## Teams
- Seniors (Tacklefootball)
- Women (Frauen-Flagfootball)
- Juniors (U19-Tacklefootball)
- Youngsters (U16-Flagfootball)
- Kids (U13-Flagfootball)